# 26971 Sezimovo Ústí
(26971) Sezimovo Ústí, denumire internațională (26971) Sezimovo Usti, este un asteroid din centura principală de asteroizi.

## Descriere
26971 Sezimovo Ústí este un asteroid din centura principală de asteroizi. A fost descoperit pe 25 septembrie 1997 la Observatorul Kleť de Miloš Tichý și Zdeněk Moravec
. Asteroidul prezintă o orbită caracterizată de o semiaxă mare de 2,68 ua, o excentricitate de 0,02 și o înclinație de 6,8° în raport cu ecliptica.